# Grupa Operacyjna WOPR
Grupa Operacyjna WOPR – jednostka organizacyjna Wodnego Ochotniczego Pogotowia Ratunkowego wydzielana do zadań ratownictwa wodnego realizowanych w specyficznych warunkach. Grupy Operacyjne są tworzone przez pełnoletnich członków WOPR. Działają przy wojewódzkich jednostkach WOPR.
Do celów działania Grup Operacyjnych WOPR należą m.in.:
1. Organizowanie pomocy oraz ratowanie osób, które uległy wypadkowi lub narażone są na niebezpieczeństwo utraty życia lub zdrowia na wodach.
2. Współdziałanie z organami administracji rządowej, samorządowej i innymi podmiotami zainteresowanymi obronnością państwa, bezpieczeństwem powszechnym, porządkiem publicznym oraz ochroną cywilną środowiska wodnego.
3. Udział w operacjach i prowadzenie akcji ratowniczych podczas zagrożeń powszechnych, katastrof naturalnych i awarii technicznych, w tym powodzi i pożarów na wodach.

Ponadto Grupy Operacyjne WOPR prowadzą działalność prewencyjną oraz zabezpieczają organizowane na akwenach masowe imprezy rekreacyjne i sportowe.